# Friedrich Wilhelm Keyl

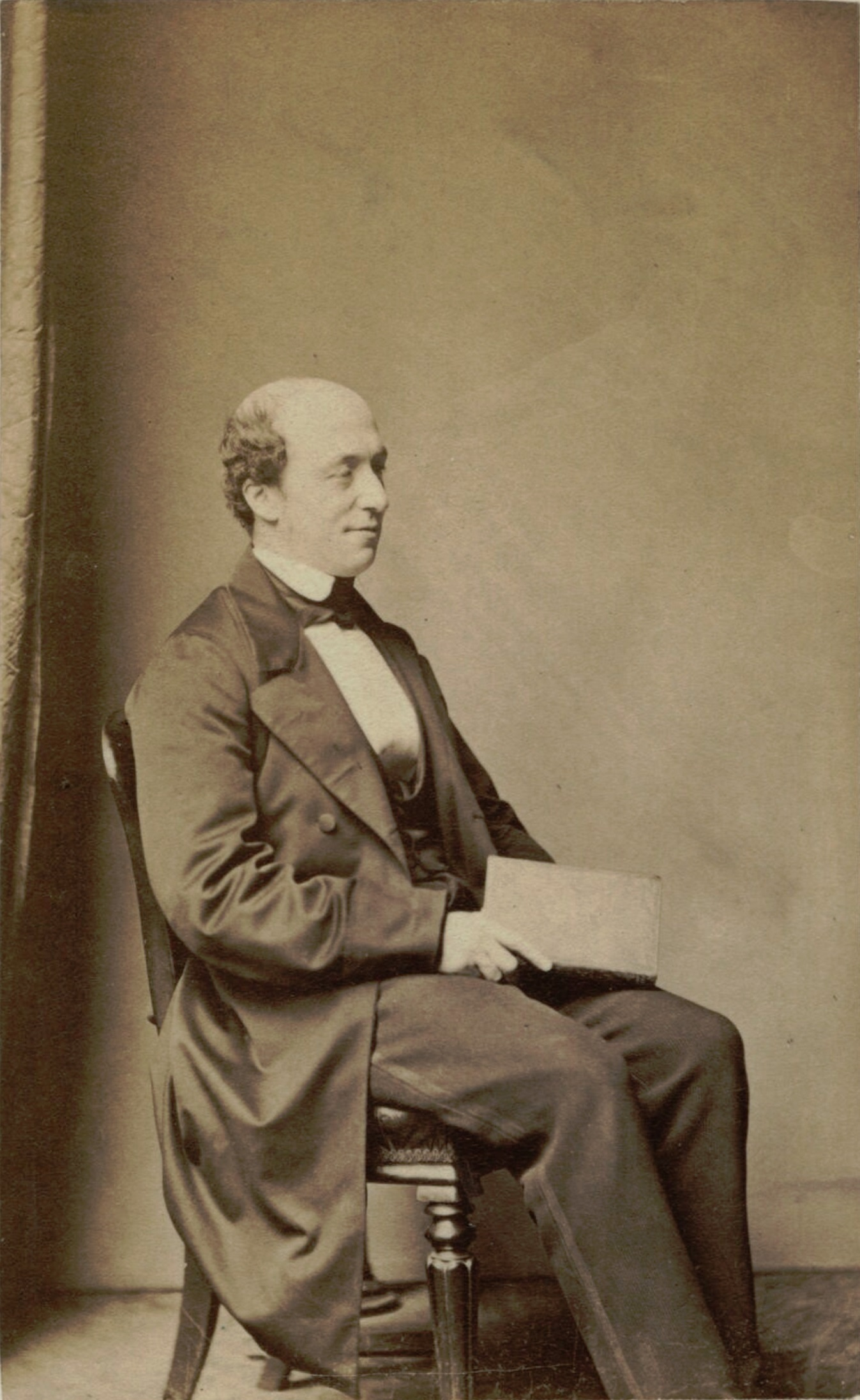
Friedrich Wilhelm Keyl, Foto aus der 2. Hälfte der 1860er Jahre, National Portrait Gallery London

Friedrich Wilhelm Keyl, anglisiert Frederick William Keyl (* 17. September 1823 in Frankfurt am Main; † 5. Dezember 1871 in London), war ein deutsch-britischer Tier-, Genre- und Landschaftsmaler, Radierer und Illustrator.

## Leben

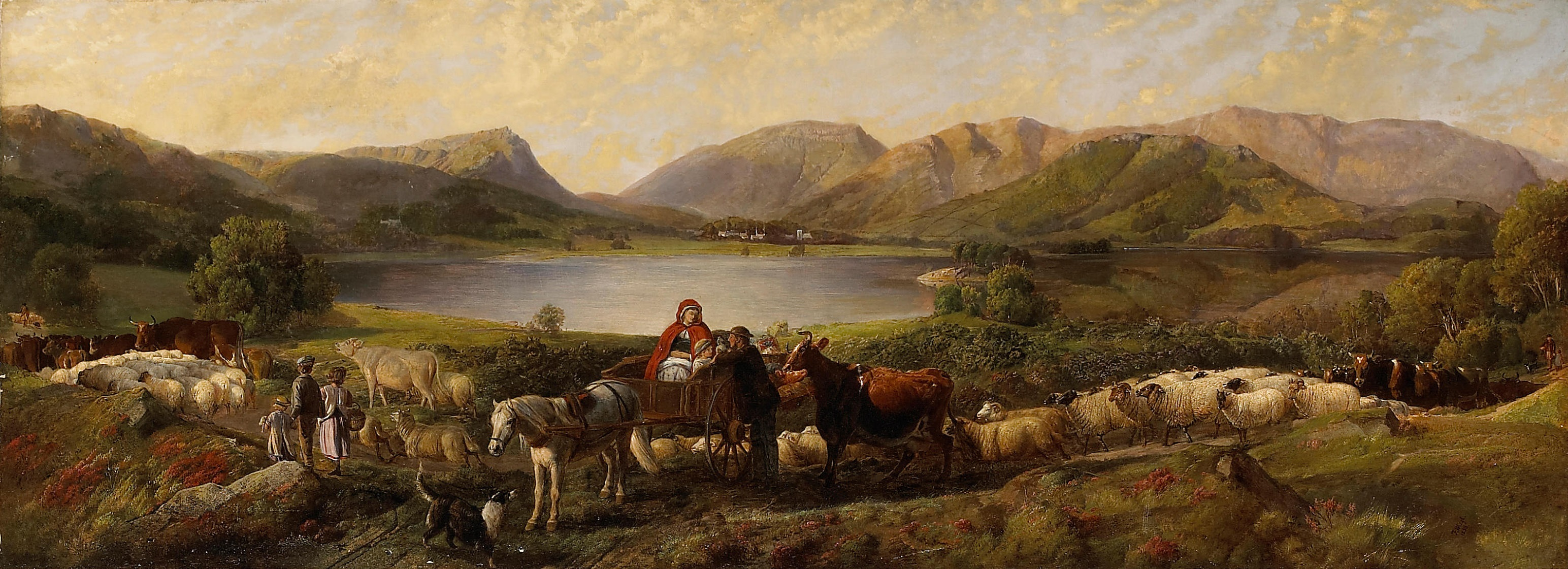
The Highlands of Scotland, 1853

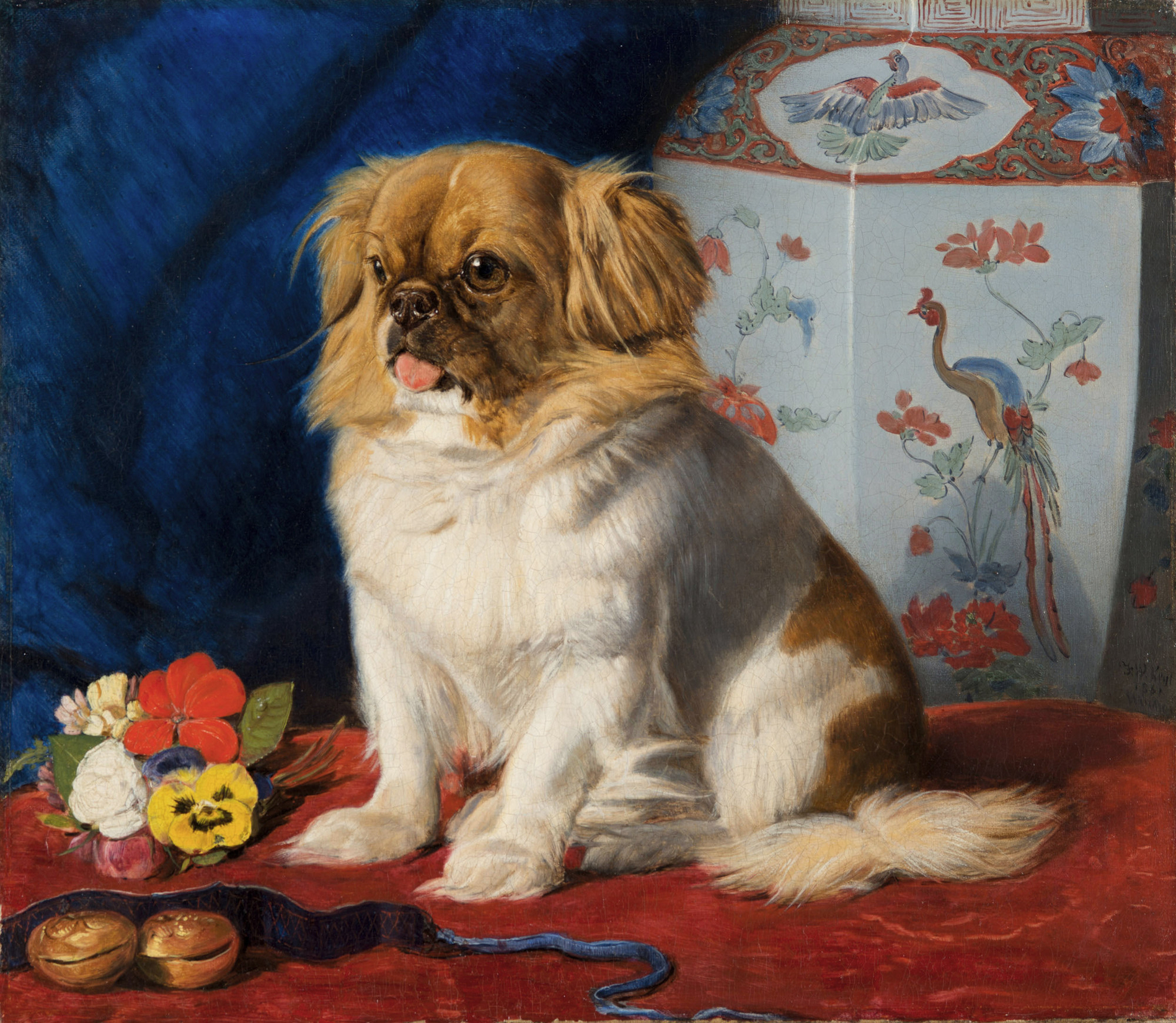
Looty, 1861, Royal Collection

Keyl wurde als Sohn eines Frankfurter Weinhändlers geboren. Von 1839 bis 1845 besuchte er unter Jakob Becker das Städelsche Kunstinstitut seiner Vaterstadt. 1846 reiste er drei Monate nach London. Daraufhin ging er nach Brüssel, um bei dem Tiermaler Eugène Verboeckhoven zu studieren. In Brüssel machte er die Bekanntschaft mit den Malern Thomas Jones (* 1806) und Louis Gallait. Im April 1847 emigrierte er nach England und ließ sich dauerhaft in London nieder. Dort wurde er ein Schüler und Freund des Tiermalers Edwin Landseer, der ihn am königlichen Hof einführte. Geschätzt bei Königin Victoria und ihrer Entourage, erhielt er dorther ab 1847 bis zu seinem Tod zahlreiche Aufträge für Ölgemälde, Aquarelle, Zeichnungen und kolorierte Fotos, etwa einen Auftrag zur Darstellung des Pekinesen Looty im Jahr 1861. Auch private Auftraggeber wie der Bankier Samuel Gurney (1786–1856), dessen Landgut er besuchte, schätzten seinen Stil. Keyl fertigte außerdem Illustrationen für verschiedene Zeitschriften, etwa für The Illustrated London News und Chatterbox, sowie für Bücher.
1852 heiratete er Sara Constance Woodin, eine Nichte des Malers Charles Robert Leslie. 1858 nahm er die britische Staatsbürgerschaft an. Vermutlich an Tuberkulose, an der er zeitlebens gelitten hatte, verstarb er im Alter von 48 Jahren in St John’s Wood, City of Westminster.
Trotz königlicher Patronage und häufiger Teilnahme an Ausstellungen der Royal Academy of Arts und der British Institution erreichte Keyl nie einen sehr großen Bekanntheitsgrad. Viele seiner Tierdarstellungen, die den Großteil seines Œuvre bilden, bettete er in idyllische, sentimentale Landschaftsszenen ein, vorzugsweise in Pastoralen. Zum Teil porträtierte er Tiere und ihre Besitzer gemeinsam.